# Lishi (köpinghuvudort i Kina, Hubei Sheng, lat 30,59, long 112,57)
Lishi (kinesiska: 李市镇) är en köpinghuvudort i Kina. Den ligger i provinsen Hubei, i den centrala delen av landet, omkring 160 kilometer väster om provinshuvudstaden Wuhan. Antalet invånare är 37 237. Befolkningen består av 18 617 kvinnor och 18 620 män. Barn under 15 år utgör 12,0 %, vuxna 15-64 år 78 %, och äldre över 65 år 8,0 %.
Runt Lishi är det tätbefolkat, med 530 invånare per kvadratkilometer. Trakten runt Lishi består till största delen av jordbruksmark.
Genomsnittlig årsnederbörd är 1 225 millimeter. Den regnigaste månaden är maj, med i genomsnitt 180 mm nederbörd, och den torraste är december, med 15 mm nederbörd.